# Mackensen (Schiff)
Die Mackensen war ein Großer Kreuzer der Kaiserlichen Marine. Das Schiff war namensgebend für eine Klasse von vier Schlachtkreuzern, die während des Ersten Weltkrieges gebaut wurden. Ebenso wie ihre Schwesterschiffe wurde auch die Mackensen nicht fertiggestellt.

## Bau
Bereits im Jahr 1912 wurde mit den Planungen für eine neue Schlachtkreuzerklasse begonnen, die im Anschluss an die Derfflinger-Klasse gebaut werden sollte. Besonders das Kaliber und die Rohrzahl der Schweren Artillerie waren Thema verschiedener Diskussionen und Denkschriften. Erst am 23. Mai 1914 wurde der endgültige Entwurf, der acht Geschütze mit einem Kaliber von 35 cm als Hauptbewaffnung vorsah, genehmigt. Am 14. August, bereits nach Ausbruch des Ersten Weltkrieges, erhielt die Hamburger Werft Blohm & Voss den Auftrag zum Bau zweier Schiffe der neuen Klasse. Die veranschlagten Kosten von jeweils rund 66 Mio. Mark sollten für das erste Schiff aus dem normalen Haushalt des Jahres 1914, für das zweite aus dem Kriegsfonds beglichen werden.
Für den unter der Bezeichnung „Ersatz Victoria Louise“ geführten Neubau, der aufgrund der Auflagen der Flottengesetze im Marinehaushalt als Großer Kreuzer geführt wurde, streckte die Werft am 30. Januar 1915 den Kiel. Der Stapellauf war ursprünglich für das Frühjahr 1916 vorgesehen. Durch die kriegsbedingte starke Beanspruchung der Werft sowie den eingetretenen Werftarbeitermangel ging der Bau jedoch nur langsam voran. So konnte der Stapellauf erst am 17. April 1917 im Rahmen einer kleinen Feier stattfinden. Nach einer Rede von Generaloberst Josias von Heeringen wurde der Neubau auf den Namen des an der Ostfront sehr erfolgreichen Generalfeldmarschalls August von Mackensen (1849–1945) getauft. Den Taufakt vollzog dabei dessen Gemahlin Dorothea.
Auch der weitere Ausbau des Schiffs ging nur sehr langsam voran und wurde schließlich eingestellt. Bei Kriegsende stand die Mackensen bei normaler Baugeschwindigkeit ca. 12 Monate vor der Fertigstellung. Ein Weiterbau unterblieb jedoch.

## Verbleib
Die Mackensen gehörte aufgrund eines Fehlers zu den gemäß dem Waffenstillstandsabkommen zu internierenden modernen Schiffen der Kaiserlichen Marine. Der Schlachtkreuzer war versehentlich anstelle des Flottenflaggschiffes Baden auf die Liste der von der Entente geforderten Schiffe geraten. Der Fehler wurde jedoch nach kurzer Zeit bemerkt und korrigiert. Eine Auslieferung der nur halb fertigen und nicht seetüchtigen Mackensen wäre ohnehin kaum möglich gewesen.
Da das Deutsche Reich nach den Bestimmungen des Versailler Vertrages keine Schiffe mit einer konstruktiven Verdrängung von über 10.000 tn.l. bauen durfte, war eine Fertigstellung der Mackensen ausgeschlossen. Das Schiff wurde daher am 17. November 1919 aus der Liste der Kriegsschiffe gestrichen. Das Schiff wurde 1921 verkauft und von 1923 bis 1924 in Kiel abgewrackt.